# أنيسة خلفاوي
أنيسة خلفاوي (مواليد 29 أغسطس 1991 في كييف-أوكرانيا)، هي مبارزة سيف جزائرية.
وُلدت خلفاوي في كييف عاصمة أوكرانيا، لأب جزائري طبيب في الكيمياء الحيوية، وأم أوكرانية مدربة المبارزة.، وعاشت في موسكو حيث درست الكيمياء الحيوية ثم إنتقلت مونتريال حيث تقيم اليوم.
تأهلت لثلاث نسخ من الألعاب الأولمبية في الأعوام 2008 و2012 و2016.

## روابط خارجية
- أنيسة خلفاوي على موقع الاتحاد الدولي للمبارزة (الإنجليزية)
- أنيسة خلفاوي على موقع اللجنة الأولمبية الدولية (الإنجليزية)
- أنيسة خلفاوي على موقع أوليمبيديا (الإنجليزية)